# Mýtne Ludany
Mýtne Ludany és un poble i municipi d'Eslovàquia que es troba a la regió de Nitra, al sud-oest del país. El 2011 tenia 973 habitants.
La primera menció escrita de la vila es remunta al 1075.

## Demografia
| Godina             | 1994 | 2004   | 2014   | 2024   |
| ------------------ | ---- | ------ | ------ | ------ |
| Nombre de persones | 917  | 903    | 987    | 1018   |
| Diferència         |      | −1,52% | +9,30% | +3,14% |

| Godina             | 2023 | 2024   |
| ------------------ | ---- | ------ |
| Nombre de persones | 1003 | 1018   |
| Diferència         |      | +1,49% |

## Galeria d'imatges

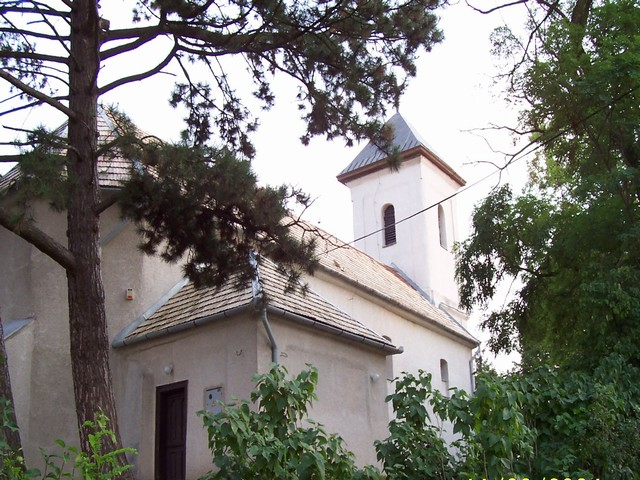
Sagristia de l'església
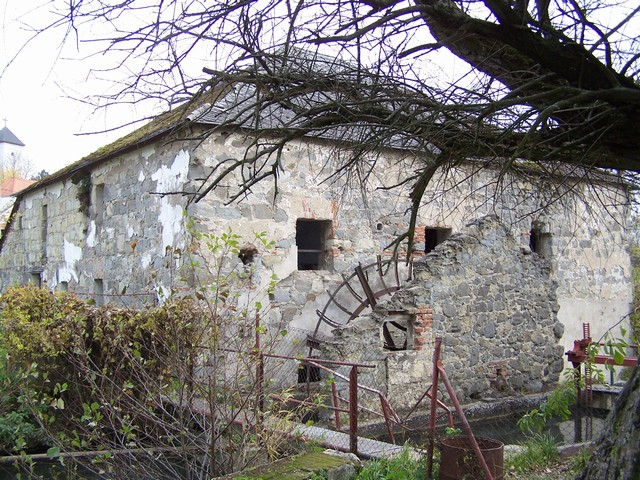
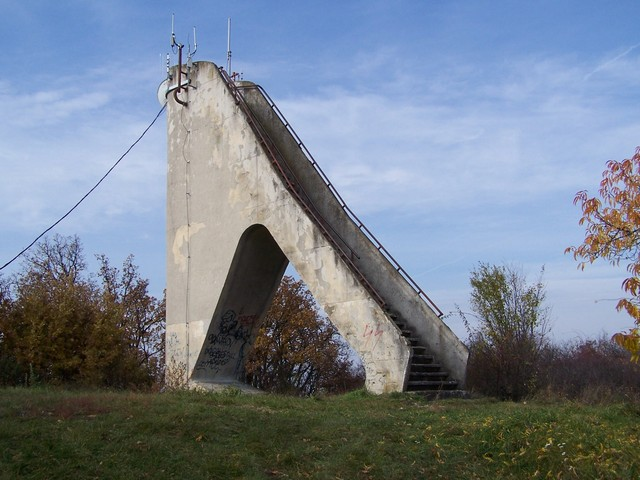